# Quercus laurina
Quercus laurina — вид рослин з родини букових (Fagaceae); поширений у Центральній Америці від Сальвадору до Мексики.

## Опис

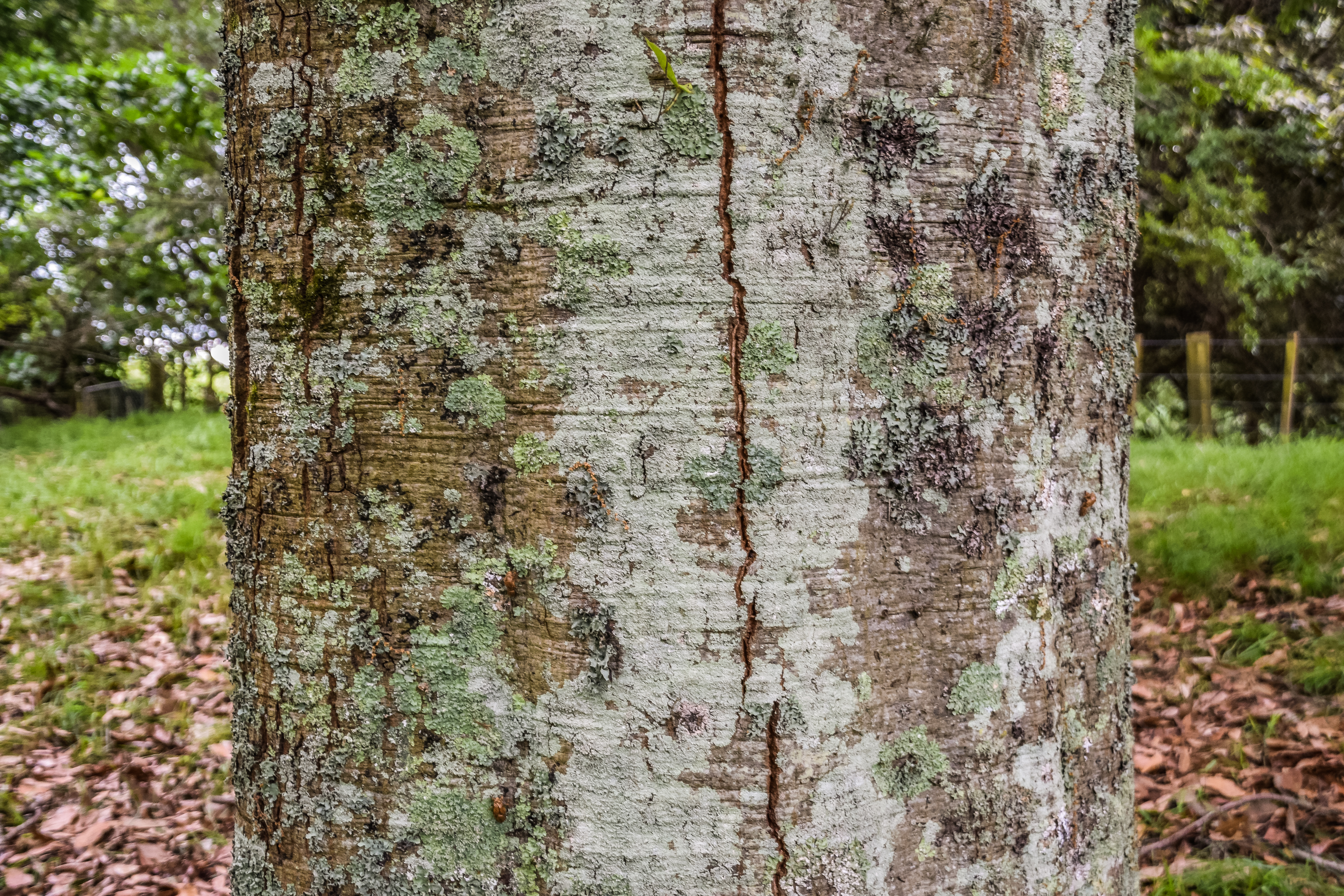
стовбур

Це велике дерево заввишки до 35 м заввишки і більше. Стовбур шириною 15–100 см у діаметрі. Кора луската, шорстка, темно-сіра. Гілочки темно-каштанові з кількома сочевицями, спочатку запушені, наприкінці першого року стають майже без волосся. Листки від ланцетоподібних до еліптичних або зворотно-ланцетних, товсті, шкірясті, жорсткі, 4–12 × 1.5–5 см; основа різна: зазвичай округла, тупа, іноді усічена; верхівка загострена, як правило зі щетиноподібним кінчиком; край товстий, не вигнутий, найчастіше цілий, іноді слабозубчастий у верхій 1/3; верх блискучий темно-зелений, голий або з кількома зірчастими трихомами біля основи; низ блискуче жовто-зелений, голий під або з кількома волосками на пазухах жилок; ніжка 0.5–2 см, жовто-вовниста, потім гола. Тичинкові сережки волохаті, довжиною 4 см, з більш ніж 10 квітками; маточкові суцвіття запушені, 1–3-квіткові. Жолуді дворічні, поодинокі або до 3, на ніжці 3–8 мм; горіх 1.5–2 см; чашечка вкриває 1/3 горіха, з запушеними лусочками.
Період цвітіння: лютий — березень. Період плодоношення: вересень — листопад.

## Поширення й екологія
Країни поширення: Сальвадор, Гватемала, південна половина Мексики.
Населяє хмарний ліс, дубовий ліс, сосново-дубовий ліс та сосново-дубово-ялицевий ліс; росте на висотах 1600–3000 м.

## Використання
З великих дерев роблять стовпи та дошки. Дуб також використовують для дров і для виготовлення деревного вугілля.

## Загрози
Рубки дерев, неконтрольований вогонь та випас худоби. На жаль, люди також негативно впливають на заповідні території.